# Tratado sobre el derecho de patentes
El Tratado sobre el Derecho de Patentes (PLT) es un tratado firmado el 1 de junio de 2000 en Ginebra, Suiza, por 53 Estados y la Organización Europea de Patentes (una organización intergubernamental). Entró en vigor el 28 de abril de 2005. Su objetivo es armonizar y agilizar los procedimientos de forma, como los requisitos para obtener una fecha de presentación para una solicitud de patente, la forma y el contenido de una solicitud de patente y la representación. El tratado "no establece un procedimiento uniforme para todas las partes en el PLT, pero deja a las partes en libertad de exigir menos o más requisitos fáciles de usar que los previstos en el PLT".  Hasta agosto de 2023, el PLT tenía 42 Estados contratantes más las Oficina Europea de Patentes. 

## Historia
Los debates para la creación del PLT comenzaron en la década de los 90 y duraron cinco años. Finalmente, una Conferencia Diplomática llevada a cabo del 11 de mayo al 2 de junio de 2000, terminó con la adopción del Tratado sobre el Derecho de Patentes el 1 de junio.

## Estados contratantes
Para 2023, PLT posee 43 firmantes, de los cuales 42 son estados nacionales y el restante es la Oficina Europea de Patentes. La lista se encuentra a continuación con sus fechas de entrada en vigor:
| Fecha                    | Estado |
| ------------------------ | --- |
| 28 de abril de 2005      | República de Moldavia, República Kirguisa, República de Eslovenia, República Eslovaca, República Federal de Nigeria, Ucrania, República de Estonia, Reino de Dinamarca, República de Croacia, Rumania |
| 15 de diciembre de 2005  | Bahréin |
| 6 de marzo de 2006       | Finlandia |
| 22 de marzo de 2006      | Reino Unido (incluida la Isla de Man ) |
| 19 de julio de 2006      | Uzbekistán |
| 16 de octubre de 2007    | Omán |
| 27 de diciembre de 2007  | Suecia |
| 12 de marzo de 2008      | Hungría |
| 1 de julio de 2008       | Suiza |
| 16 de marzo de 2009      | Australia |
| 12 de agosto de 2009     | Rusia |
| 18 de diciembre de 2009  | Liechtenstein |
| 5 de enero de 2010       | Francia |
| 22 de abril de 2010      | Macedonia del Norte |
| 17 de mayo de 2010       | Albania |
| 12 de junio de 2010      | Letonia |
| 20 de agosto de 2010     | Serbia |
| 27 de diciembre de 2010  | Países Bajos (todo el Reino, excepto Aruba ) |
| 19 de octubre de 2011    | Kazajstán |
| 3 de febrero de 2012     | Lituania |
| 9 de marzo de 2012       | Montenegro |
| 9 de mayo de 2012        | Bosnia y Herzegovina |
| 27 de mayo de 2012       | Irlanda |
| 3 de agosto de 2013      | Arabia Saudita |
| 17 de septiembre de 2013 | Armenia |
| 18 de diciembre de 2013  | Estados Unidos |
| 11 de junio de 2016      | Japón |
| 21 de octubre de 2016    | Bielorrusia |
| 4 de enero de 2017       | Liberia |
| 22 de agosto de 2018     | Corea del Norte |
| 25 de junio de 2019      | Antigua y Barbuda |
| 30 de octubre de 2019    | Canadá |
| 19 de julio de 2021      | Turkmenistán |